# Tullio Baraglia
Tullio Baraglia, född 21 juli 1934 i Gera Lario i Lombardiet, död 23 november 2017 i Gera Lario, var en italiensk roddare.
Baraglia blev olympisk silvermedaljör i fyra utan styrman vid sommarspelen 1960 i Rom.